# Hands (album)
Hands − debiutancki studyjny album angielskiej wokalistki electropopowej Little Boots. Wydany w Wielkiej Brytanii 8 czerwca 2009 roku, zaskarbił sobie pozytywne opinie krytyków i szybko trafił na półki zagranicznych sklepów muzycznych. Album uplasował się w czołowych piątkach brytyjskich i australijskich notowań sprzedaży multimediów, a dwa pochodzące z niego single − "New in Town" i "Remedy" − w pierwszym z tych krajów stały się przebojami.
Piosenki zawarte na płycie traktują o miłości, relacjach interpersonalnych i bolesnych rozstaniach.

## Informacje o albumie
Little Boots rozpoczęła nagrywanie swojego debiutanckiego albumu na początku 2008 roku w Los Angeles. Nad przebiegiem procederu czuwali producent/autor Greg Kurstin i wokalista Joe Goddard (członek electropopowej grupy Hot Chip). Podczas pobytu w Kalifornii, artystka spędziła dwa dni na współpracy z producentem Nadirem Khayatem, znanym pod pseudonimem "RedOne". Początkowo onieśmielała ją perspektywa pracy z RedOne'm, ponieważ ten był nastawiony na wyprodukowanie muzycznego hitu. Dzięki wygranej w głosowaniu BBC Sound of..., Little Boots i jej manager planowali sesje nagraniowe z Łukaszem Gottwaldem; konkretnych kroków w tym kierunku wszak nigdy nie podjęto. Album nagrano w roku 2009 i nadano mu tytuł Hands (pl. "dłonie"). Utwory na płycie inspirowane są różnorakimi stylami − m.in. muzyką disco, popem z lat osiemdziesiątych i eurodance'm.
Trzy kompozycje wytypowano na single promujące album; były to − kolejno: "New in Town" (wyd. 25 maja 2009), "Remedy" (17 sierpnia 2009) oraz "Earthquake" (16 listopada 2009).

## Lista utworów
| #  | Tytuł                           | Kompozytor(zy)                                 | Producent/producenci   | Length |
| -- | ------------------------------- | ---------------------------------------------- | ---------------------- | ------ |
| 1  | "New in Town"                   | Victoria Hesketh, Greg Kurstin                 | Kurstin                | 3:19   |
| 2  | "Earthquake"                    | Hesketh, Kurstin                               | Kurstin                | 4:04   |
| 3  | "Stuck on Repeat"               | Hesketh, Kurstin, Joe Goddard                  | Goddard                | 3:22   |
| 4  | "Click"                         | Hesketh                                        | Jas Shaw, Fred Ball    | 3:16   |
| 5  | "Remedy"                        | Hesketh, RedOne                                | RedOne                 | 3:19   |
| 6  | "Meddle"                        | Hesketh, Kurstin, Goddard                      | Goddard, Kurstin       | 3:16   |
| 7  | "Ghost"                         | Hesketh                                        | Shaw                   | 3:03   |
| 8  | "Mathematics"                   | Hesketh, Kurstin, Goddard                      | Kurstin, Goddard       | 3:26   |
| 9  | "Symmetry" (feat. Philip Oakey) | Hesketh, Roy Kerr, Anu Pillai                  | Kid Gloves             | 4:30   |
| 10 | "Tune into My Heart"            | Hesketh, Pascal Gabriel                        | Gabriel, Semothy Jones | 3:42   |
| 11 | "Hearts Collide"                | Hesketh, Richard "Biff" Stannard, Julian Peake | Stannard               | 3:45   |
| 12 | "No Brakes"                     | Hesketh, Stannard, Peake                       | Stannard               | 3:58   |
| 13 | "Hands" (hidden track)          | Hesketh                                        | Shaw                   | 4:06   |

### Utwory bonusowe
- Następujące kompozycje zostały zawarte w brytyjskim wydaniu iTunes albumu Hands:

1. "Meddle (Tenori-on Piano Version)" – 3:12
2. "Love Kills" – 3:41
3. "New in Town (No One Is Safe − Al Kapranos Remix)" – 5:21

- Następujące kompozycje zostały zawarte w japońskim wydaniu albumu Hands:

1. "Catch 22" – 3:41
2. "New in Town (No One Is Safe − Al Kapranos Remix)" – 5:21
3. "Stuck on Repeat (Acoustic)" – 4:48
4. "New in Town" (wideoklip) – 3:24

## Twórcy

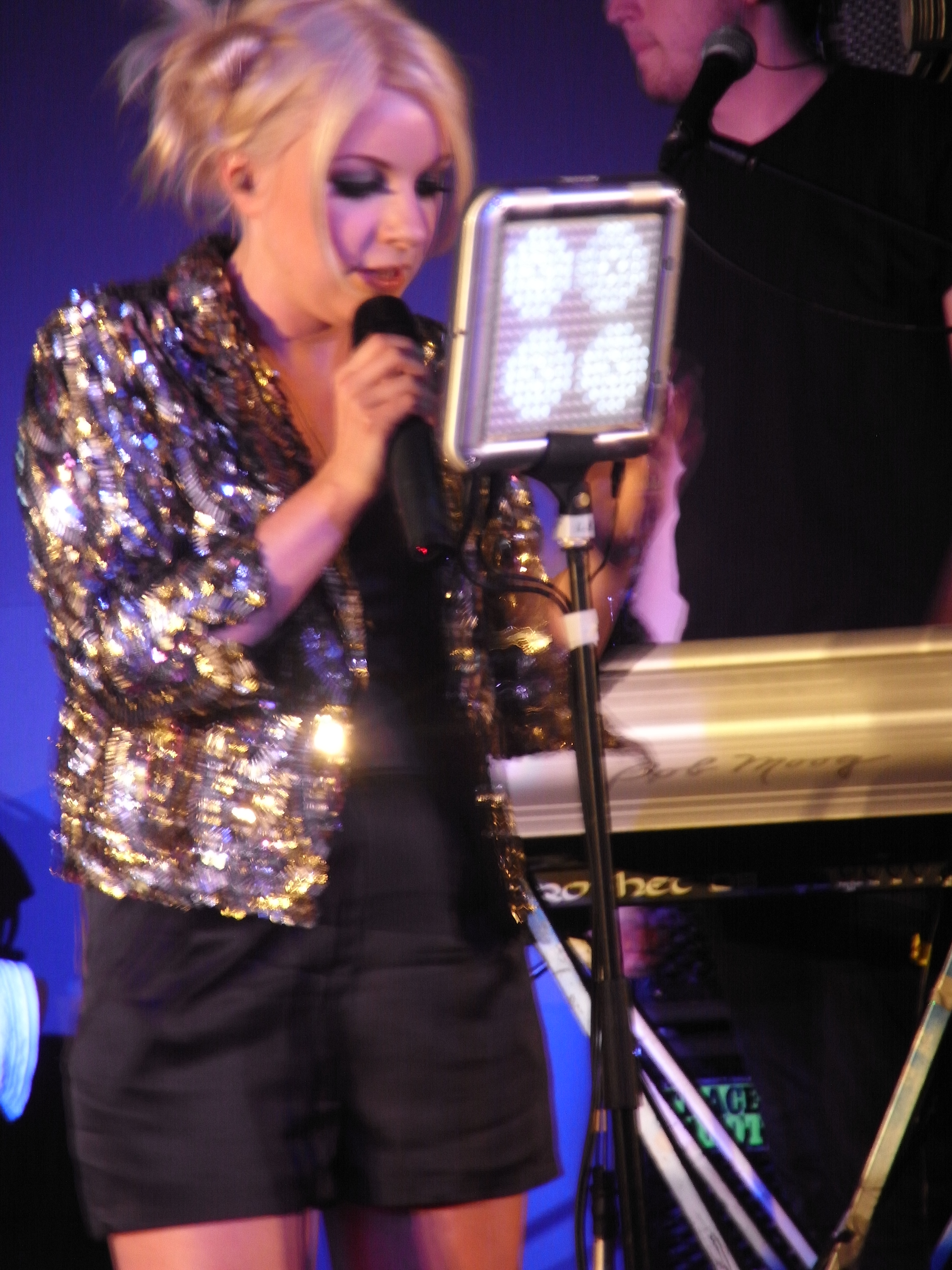
Little Boots promuje album Hands w Londynie (maj 2009).

Do powstania albumu przyczyniły się następujące osoby:
- Little Boots – wokale, tenori-on, instrumenty klawiszowe, syntezator
- Philip Oakey − wokale
- Greg Kurstin – produkcja, miksowanie
- Joe Goddard, Fred Ball, Kid Gloves, Semothy Jones, Pascal Gabriel – produkcja
- Jas Shaw – produkcja, miksowanie
- RedOne – produkcja, aranżacja wokalu
- Serban Ghenea, Tom Elmhirst, Lexxx, Robert Orton, Ash Howes – mixing
- Jonas Bresnan – fotografie
- Chrissie Abbott – projekt okładki
- Jaimie Hodgson – specjalne podziękowania

## Pozycje na listach przebojów
| Notowanie (2009)             | Najwyższa pozycja |
| ---------------------------- | ----------------- |
| Australian Hitseekers Albums | 4                 |
| European Top 100 Albums      | 19                |
| Irish Albums Chart           | 20                |
| Japanese Albums Chart        | 36                |
| UK Albums Chart              | 5                 |

## Historia wydania
| Region          | Data            | Wytwórnia płytowa | Format(y)            | Katalog    |
| --------------- | --------------- | ----------------- | -------------------- | ---------- |
| Wielka Brytania | 8 czerwca 2009  | Sixsevenine       | CD, digital download | 2564689603 |
| Wielka Brytania | 10 czerwca 2009 | Sixsevenine       | LP                   | 2564689603 |
| Australia       | 12 czerwca 2009 | Warner            | CD, digital download | 2564689603 |
| Japonia         | 8 lipca 2009    | Warner            | CD, digital download | WPCR-13550 |